# Şarkikaraağaç
Şarkikaraağaç là một huyện thuộc tỉnh Isparta, Thổ Nhĩ Kỳ. Huyện có diện tích 827 km² và dân số thời điểm năm 2007 là 28397 người, mật độ 34 người/km².